# Spridningsbiologi
Spridningsbiologi eller spridningsekologi är läran om hur djur och växter sprider sig. Över långa avstånd sker detta i regel etappvis. Verklig långdistansspridning, som ur växt- och djurgeografisk synpunkt är intressantast, torde sällan resultera i varaktig kolonisering. Man vet dock att till exempel kryptogamers mycket lätta sporer kan spridas med vinden över världshaven. Det antas också att den för lång tid sedan helt nedisade Macquarieön sydväst om Nya Zeeland ganska säkert erhållit hela sin flora, bortsett från ett par av människan införda arter, genom naturlig långdistansspridning, sannolikt mest av fåglar. Spridningsbiologi studeras bland annat på den isländska vulkanön Surtsey.

## Typer av spridning
Vissa organismer är rörliga i hela sina liv, men andra är anpassade till att röra sig eller flyttas under exakta, begränsade faser av deras livscykel. Detta brukar kallas spridande fasen av livscykeln. Organismernas strategier under hela livscykler bygger ofta på naturen och omständigheterna kring deras spridningsfaser.
I allmänhet finns det två grundläggande typer av spridning:

### Densitetsoberoende spridning
Organismer har utvecklat anpassningar för spridning som utnyttjar olika former av kinetisk energi som förekommer naturligt i miljön. Detta kallas densitetsoberoende eller passiv spridning och gäller för många grupper av organismer (vissa ryggradslösa djur, fisk, insekter och sessila (fastsittande) organismer såsom tagghudingar eller växter) som är beroende av djur, vind, gravitation eller ström för sin spridning.

### Densitetsberoende spridning
Densitetsberoende eller aktiv spridning för många djur beror till stor del på faktorer såsom den lokala populationens storlek, resurskonkurrens, livsmiljö kvalitet och livsmiljö storlek.
Beroende på populationens täthet, kan spridning avlasta trycket på resurserna i ett ekosystem, och konkurrensen om dessa resurser kan vara en urvalsfaktor för spridningsmekanismer.
Spridning av organismer är en viktig process för att förstå såväl geografisk isolering i evolutionen genom genflöde, som de breda mönstren av nuvarande geografiska fördelningar (biogeografi).
Man skiljer ofta mellan natal spridning där en individ (oftast ung) rör sig bort från den plats den föddes, och avelsspridning där en individ (oftast vuxen) rör sig bort från en avelsplats för att föda någon annanstans.

## Kvantifiering av spridning
Spridning kvantifieras oftast antingen i termer av hastighet eller distans.
Spridningstakt (även kallad migrationshastighet i populationsgenetisk litteratur) beskriver sannolikheten för att någon enskild individ lämnar ett område eller ekvivalent, den förväntade andelen individer som lämnar ett område.
Spridningsavstånd brukar beskrivas med en spridningskärna som ger sannolikhetsfördelningen av förflyttningen för varje individ. Ett antal olika funktioner används för spridningskärnor i teoretiska modeller för spridning, såsom negativa exponentialfördelning, utökad negativ exponentiell fördelning, normalfördelning,  exponentiell potensfördelning, inverterad inverterad potensfördelning, och dubbelsidig potensfördelning. Den omvända potensfördelningen och fördelningar med "feta svansar" som representerar långdistansspridningshändelser (så kallad leptokurtisk distribution) matchar dock bäst de empiriska spridningsuppgifterna.

## Konsekvenser av spridning
Spridning har inte bara kostnader och fördelar till spridda individer, utan har också konsekvenser på populations- och artnivån.
De flesta populationer har en ojämn rumslig fördelning. Spridning, genom att flytta individer mellan olika undergrupper, kan öka den totala uppslutningen av populationen och bidra till att minimera risken för stokastiska utrotningar, eftersom om en delpopulation dör ut av en slump, är det troligt att återkolonisering sker om spridningshastigheten är hög. Ökad uppslutning kan också minska graden av lokal anpassning.

## Spridningsbiologi i Sverige
I ett område inom den botaniska trädgården Bergianska trädgården i Stockholm visas olika spridningssätt för växter, såsom könlös spridning genom exempelvis revor, eller hur frön kan spridas med vind eller djur. Området visar även en del evolutionsfenomen som hybridisering, mutationer och inomartsvariation, företeelser som kan bidra till artbildning. Dessa fenomen har också utnyttjats vid växtförädling.